# Harvey (Iowa)
Harvey – miasto w Stanach Zjednoczonych, w stanie Iowa, w hrabstwie Marion. Zgodnie ze spisem statystycznym z 2000 roku, miasto liczyło 277 mieszkańców.